# 시러스 로직
시러스 로직(영어: Cirrus Logic)은 미국의 아날로그, 신호 혼합, DSP 칩을 전문으로 하는 팹리스 반도체 제공 업체이다.

## 개요
시러스 로직의 오디오 프로세서와 오디오 변환기는 홈시어터, 리시버, 기타 세트톱 박스 하드웨어와 같은 수많은 전문 오디오, 소비자 엔터테인먼트 제품에서 찾을 수 있다. 시러스 로직의 아날로그 신호 혼합 변환기 칩 또한 여러 산업에 쓰이고 있다. 한때 시러스 로직은 모뎀 컨트롤러, 하드 디스크 컨트롤러 칩셋, CD 드라이브 컨트롤러 칩셋, 개인용 컴퓨터 사운드 카드 컨트롤러, 그래픽 카드 칩셋을 개발해 판매한 적도 있었다. 1981년 솔트레이크시티에서 수하스 패틸이 패틸 시스템즈(Patil Systems)사를 건립하면서 시작하였으며 1984년에 실리콘 밸리로 옮기면서 시러스 로직으로 이름을 바꾸었다. 시러스 로직은 900개 이상의 특허와 600개 이상의 제품을 전 세계 3,000명의 최종 소비자에게 판매하고 있다.

## 그래픽 칩셋
데스크톱
- CL-GD5401
- CL-GD5420
- CL-GD5422
- CL-GD5424
- CL-GD5426
- CL-GD5428
- CL-GD5429
- CL-GD5430
- CL-GD5434
- CL-GD5436
- CL-GD5440
- CL-GD5446
- CL-GD546X

휴대용 장치
- CL-GD6420/6440

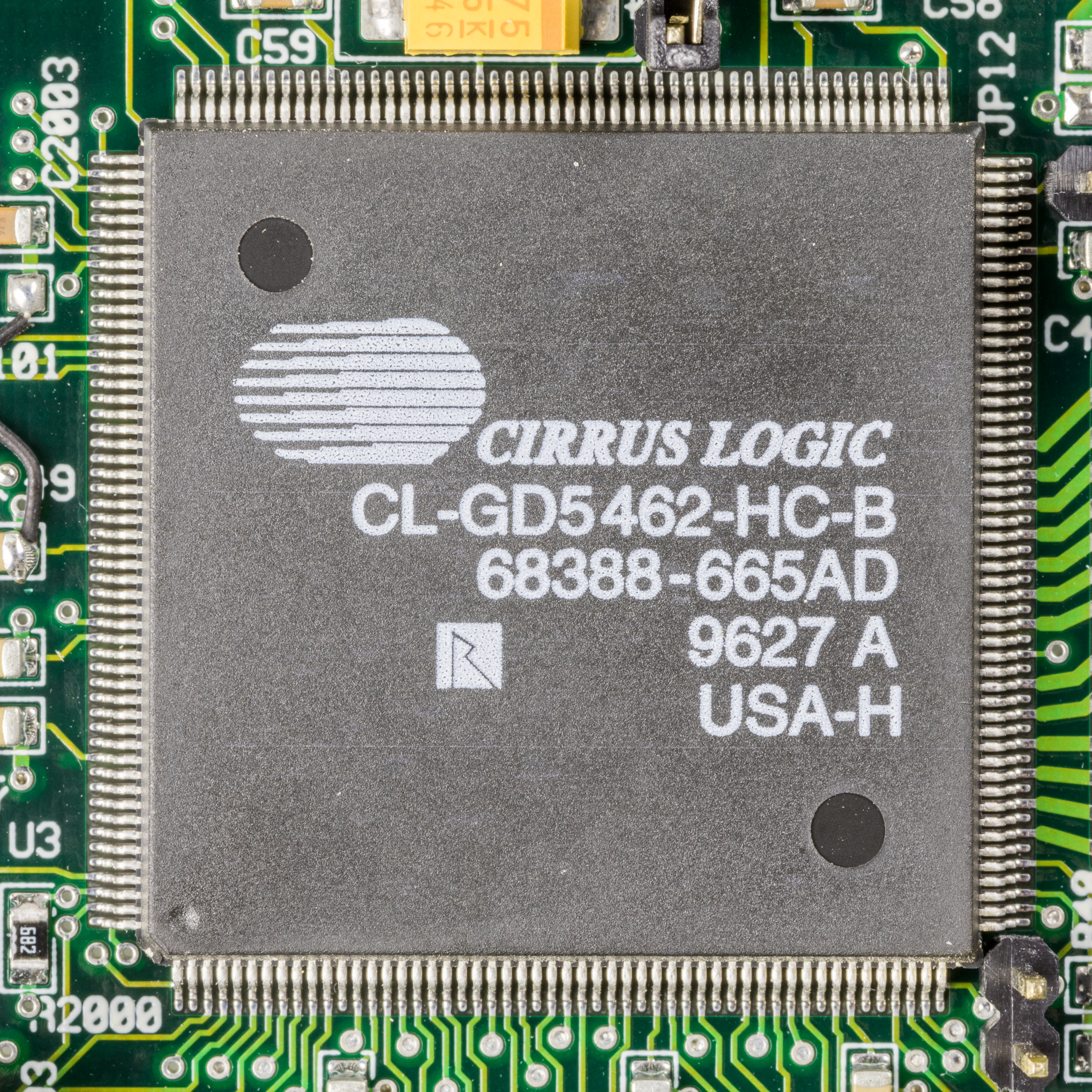

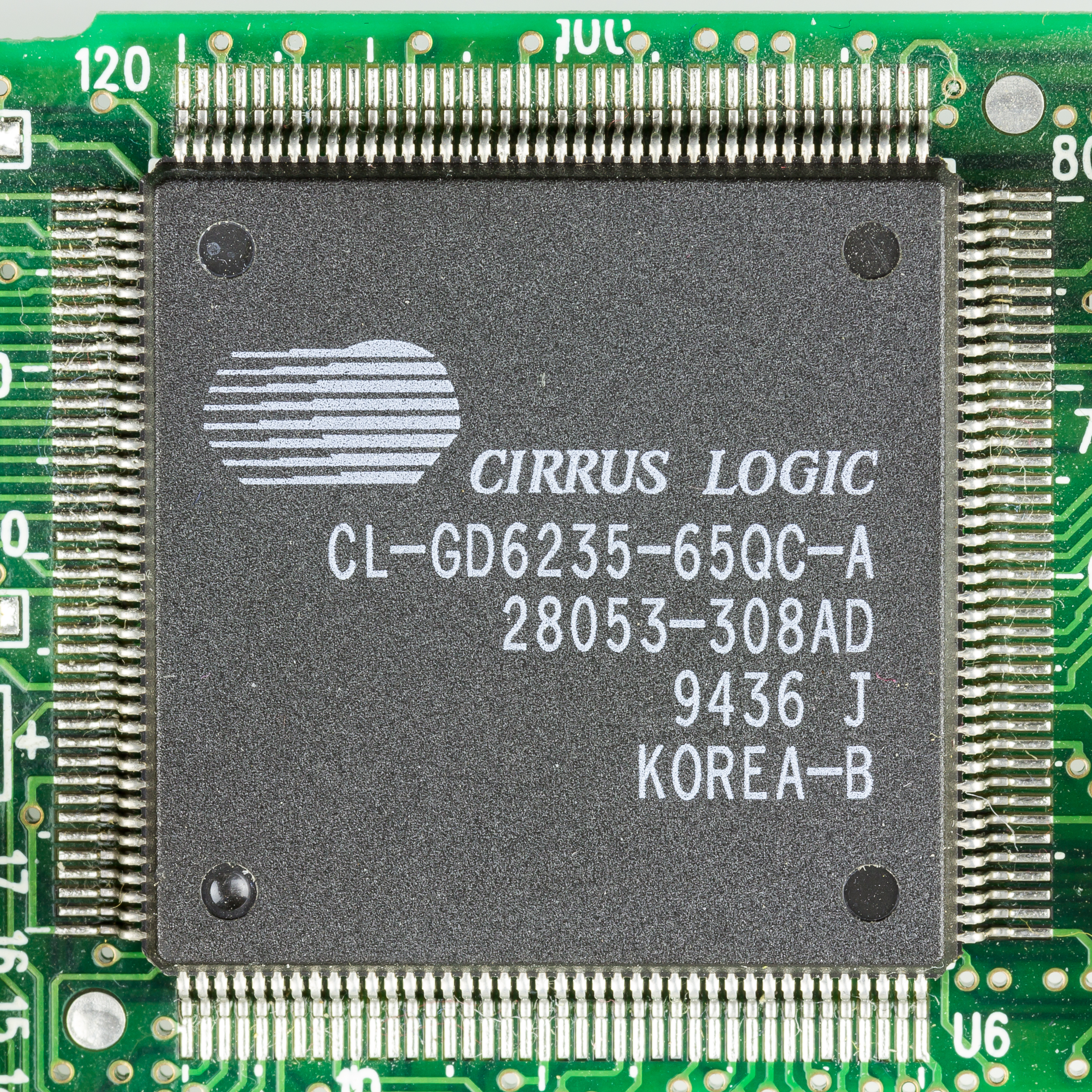
CL-GD6235

- CL-GD6205/6215/6225/6235
- CL-GD7541/7542/7543/7548

## 같이 보기
- 그래픽 카드
- 그래픽 처리 장치